# Кива Олена Іванівна
Оле́на Іва́нівна Ки́ва (1894 , Кимличка, Гадяцький повіт, Полтавська губернія, Російська імперія  — невідомо ) — український державний діяч, селянка. Депутат Верховної Ради УРСР 1-го скликання (1938–1947).

## Біографія
Народилася в родині селянина-бідняка в селі Кімличка, тепер Липоводолинський район, Сумська область. З 1905 року навчалася в церковноприходській сільській школі, закінчила три класи. З десятирічного віку наймитувала. 
З 1920 по 1931 рік працювала у власному сільському господарстві, була членом Комітету незаможних селян (КНС) села Кімличка.
З 1931 року — колгоспниця в місцевому колгоспі, член правління колгоспу «Комуніст» села Кімличка Липоводолинського району; ланкова по махорці колгоспу імені Луначарського у цьому ж селі. З 1934 року обиралася до сільської ради села Кімличка.
У 1936 — вересні 1941 року — голова колгоспу імені Луначарського села Кімличка Липоводолинського району Полтавської (з 1939 року — Сумської) області.
26 червня 1938 року обрана депутатом Верховної Ради УРСР 1-го скликання по Липоводолинській виборчій окрузі № 177 Полтавської області.
Член ВКП(б) з травня 1939 року.
Під час німецько-радянської війни — в евакуації у Воронезькій області, голова колгоспу села Алексєєвки Садовського району.
З квітня 1944 року — голова Кимличанської сільської ради Липоводолинського району Сумської області.

## Нагороди
- Велика золота медаль ВСГВ (1939)